# Hodaghatta, Mandya
Hodaghatta là một làng thuộc tehsil Mandya, huyện Mandya, bang Karnataka, Ấn Độ.